# 코어 오디오
코어 오디오(Core Audio)는 애플 맥 OS X과 iOS 운영 체제의 소리를 관장하는 저급 API이며 크로스플랫폼 OpenAL 라이브러리를 이용한다.
일차적 목적은 고품질의 최고의 오디오 체험을 매킨토시 사용자들에게 전달하는 것이고 이차적 목적은 개발자들이 저만의 오디오와 미디 프로토콜을 응용 프로그램에 확립시키게 하는 것이다.

## 역사
맥 OS X 팬더 10.3(팬더)에 도입되었다.

## 같이 보기
- 오디오 유닛